# Xã Wyanet, Quận Bureau, Illinois
Xã Wyanet (tiếng Anh: Wyanet Township) là một xã thuộc quận Bureau, tiểu bang Illinois, Hoa Kỳ. Năm 2010, dân số của xã này là 1.364 người.